# Лыханью
Лыханью — река в России, протекает по Республике Коми. Устье реки находится в 2 км по правому берегу протоки Старая Печора. Длина реки составляет 46 км.

## Притоки
От устья к истоку:
- Белый-Ю (лв)[3]
- Войвож (пр)[3]
- Лыханьювож (пр)[3]

## Данные водного реестра
По данным государственного водного реестра России относится к Двинско-Печорскому бассейновому округу, водохозяйственный участок реки — Печора от водомерного поста у посёлка Шердино до впадения реки Уса, речной подбассейн реки — бассейны притоков Печоры до впадения Усы. Речной бассейн реки — Печора.
Код объекта в государственном водном реестре — 03050100212103000064594.